# Lara Belmont
Lara Belmont (* 1980 in Oxford, England) ist eine britische Schauspielerin.

## Leben
Belmont wurde von einem Castingexperten entdeckt, als sie auf dem Londoner Portobello Road Market Einkäufe machte. Sie debütierte an der Seite der ihre Mutter spielenden Tilda Swinton im Filmdrama The War Zone aus dem Jahr 1999, in dem sie die Rolle eines jungen Mädchens spielt, das ein inzestuöses Verhältnis mit dem eigenen Vater (Ray Winstone) hat. Für diese Rolle wurde sie im Jahr 1999 als Beste Newcomerin mit dem British Independent Film Award ausgezeichnet und war in der Kategorie Beste Schauspielerin nominiert. Sie gewann außerdem 1999 den Preis Spirit of Independence des Fort Lauderdale International Film Festivals und wurde 2000 für den Chicago Film Critics Association Award in der Kategorie Vielversprechendste Darstellerin nominiert.
Im Filmdrama Ashes and Sand (2002) spielte Belmont eine der größeren Rollen, genauso wie im Thriller Long Time Dead (2002) und in der Komödie Oh Marbella! (2003). Im Fernsehdrama Henry VIII (2003) spielte sie an der Seite von Ray Winstone, Joss Ackland, Helena Bonham Carter und Emily Blunt die Rolle von Maria I.

## Filmografie (Auswahl)
- 1999: The War Zone
- 2002: Ashes and Sand
- 2002: Long Time Dead
- 2002: Crime and Punishment
- 2003: Oh Marbella!
- 2003: Killing Hitler
- 2003: Henry VIII
- 2005: Take Me Back (Kurzfilm)
- 2006: Someone Else
- 2006: Lump (Kurzfilm)
- 2007: Rise of the Footsoldier